# 约纳斯·马丘利斯
约纳斯·马丘利斯（1985年2月10日—），立陶宛籃球運動員。他現在效力於西班牙籃球甲級聯賽球隊皇家馬德里籃球俱樂部。他在場上的位置是小前鋒。他也代表立陶宛國家籃球隊參賽。